# مارغو هايز
مارغو هايز (بالإنجليزية: Margo Hayes)‏ هي متسلقة صخور ‏ أمريكية، ولدت في 11 فبراير 1998 في بولدر في الولايات المتحدة.

## وصلات خارجية
- مارغو هايز على موقع IMDb (الإنجليزية)

- مارغو هايز على موقع الاتحاد الدولي لرياضة التسلق (الإنجليزية)